# Danis Tanović

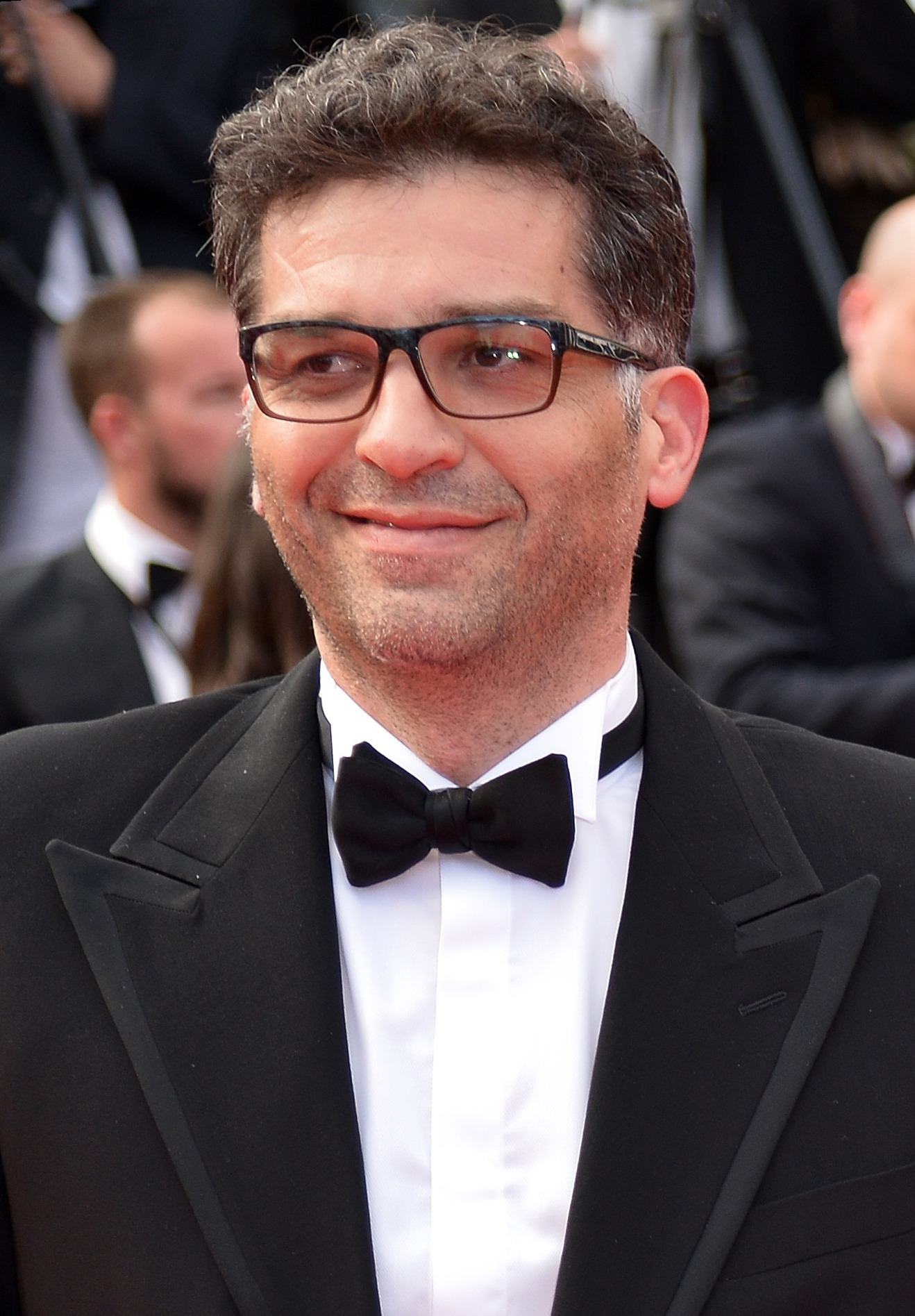
Danis Tanović

Danis Tanović (Zenica, 20 februari 1969) is een Bosnische scenarioschrijver en filmregisseur. 
Hoewel hij in Zenica werd geboren, groeide hij op in Sarajevo en doorliep hier de lagere en middelbare school. Ook studeerde hij af aan de muziekschool, op piano. Daarna besloot Tanović te gaan studeren aan de theateracademie van Sarajevo. Toen Sarajevo in 1992 belegerd werd, was hij gedwongen om met zijn studie te stoppen.
Zijn bekendste film is No Man's Land. Tanović heeft zowel de Belgische als de Bosnische nationaliteit. Hij woont in Parijs.

## Filmografie
| Jaar | Titel                           | Opmerkingen                                                 |
| ---- | ------------------------------- | ----------------------------------------------------------- |
| 1996 | L'aube                          | Korte documentaire                                          |
| 1999 | Budjenje                        | Korte documentaire                                          |
| 2001 | No Man's Land                   |                                                             |
| 2002 | 11'09"01 September 11           | Segment "Bosnia-Herzegovina"                                |
| 2005 | L'enfer                         |                                                             |
| 2009 | Triage                          | Alternatieve titel Shell Shock                              |
| 2010 | Cirkus Columbia                 |                                                             |
| 2011 | Prtljag                         | Korte film                                                  |
| 2013 | Epizoda u zivotu beraca zeljeza | Alternatieve titel An Episode in the Life of an Iron Picker |
| 2014 | Tigers                          |                                                             |
| 2016 | Smrt u Sarajevu                 | Alternatieve titel Mort à Sarajevo en Death in Sarajevo     |
| 2019 | Uspjeh                          | Alternatieve titel Success (miniserie, 6 afl.)              |
| 2020 | The Postcard Killings           |                                                             |